# مانوئل نویر
مانوئل پیتر نویر (به آلمانی: Manuel Peter Neuer) (زادهٔ ۲۷ مارس ۱۹۸۶) بازیکن فوتبال اهل کشور آلمان است که در پست دروازه‌بان و به‌عنوان کاپیتان تیم برای باشگاه بایرن‌مونیخ آلمان در این تیم فعالیت می‌کند. نویر یکی از برترین دروازه‌بانان در تمام ادوار فوتبال بوده است که با کسب پنج بار عنوان بهترین دروازه‌بان جهان به همراه بوفون و کاسیاس در این زمینه رکورد دار است. او تنها دروازه‌بان دهه اخیر است که نامزد دریافت توپ طلا شده است. و همچنین جز تعداد محدودی از دروازه‌بان‌هایی است که نامزد توپ طلا شده است.مانوئل نویر تاثیر بالایی بر آلمانی های جوان تر گذاشته است آلمانی های پیر اغلب از سپ مایر به عنوان یک دروازه بان افسانه ای یاد میکردند اما برای نسل جوان آلمان جز تصاویر بی کیفیت سیاه و سفید چیزی از سپ مایر نمانده بود که ناگهان نویر این دروازه بان افسانه ای از راه رسید و ورق را برگرداند و یادآور دوران اوج دروازه بان های آلمانی شد.

## سبک بازی

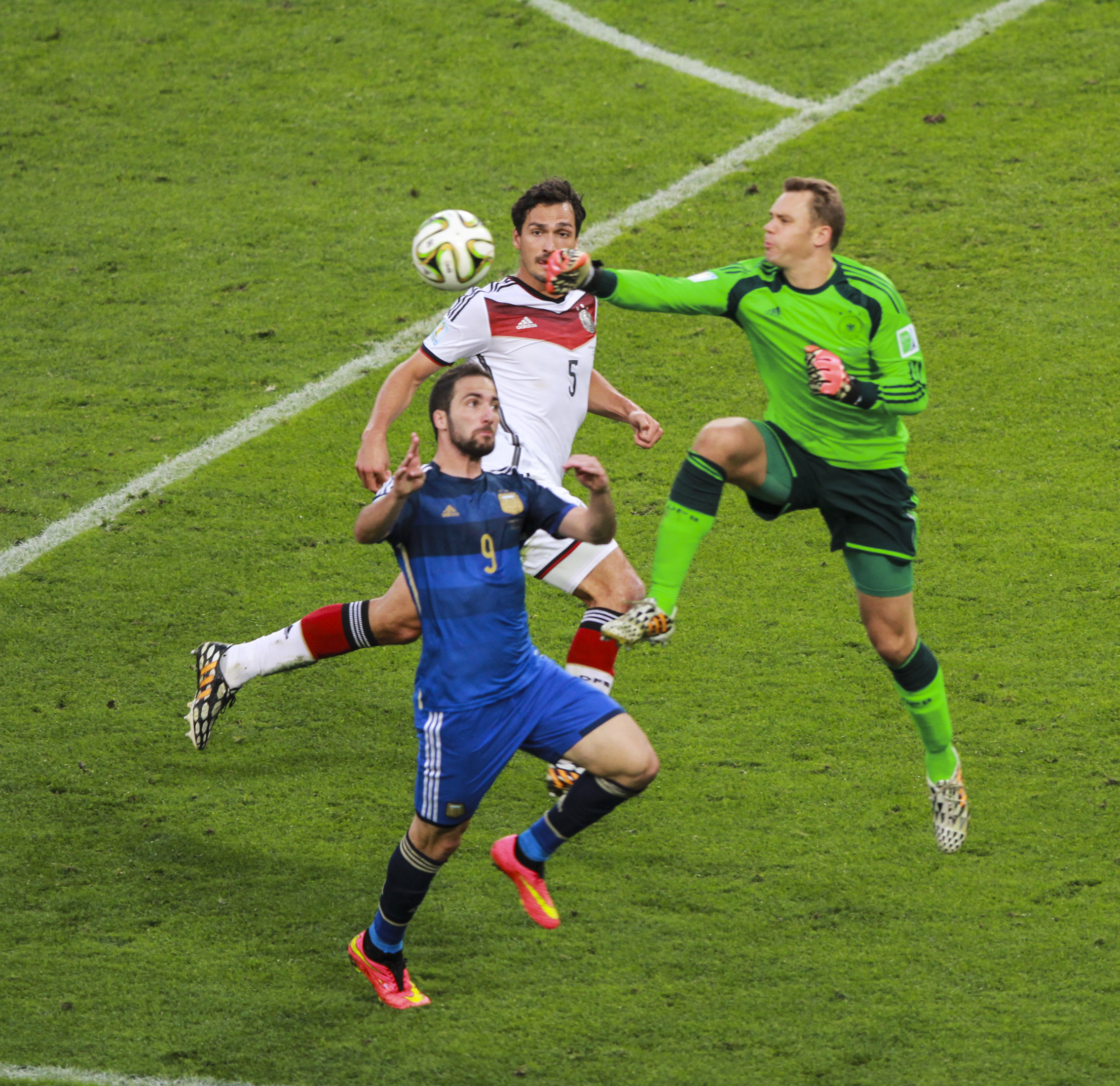
نویر در تقابل با هیگواین، فینال جام جهانی ۲۰۱۴

با نگاهی به تاریخچه فوتبالی آلمان‌ها می‌توان اینگونه نتیجه گرفت که مانوئل نویر به عنوان یکی از بهترین دروازه‌بانان جهان در حال حاضر و از بزرگ‌ترین دروازه‌بانان تاریخ فوتبال شناخته می‌شود. همچنین این نکته را در نظر داشته باشید که برخی از کارشناسان او را بهترین دروازه‌بان دوران مدرن می‌دانند و پیتر استانتون، او را «بهترین دروازه‌بان پس از یاشین» توصیف کرده است؛ یاشین تنها دروازه‌بانی است که تاکنون توپ طلا را برده است.
ویژگی‌های بدنی و فنی
نویر با قد بلند، جثه قوی، و آمادگی بدنی بالا شناخته می‌شود. همچنین او به دلیل سرعت، استقامت، تمرکز، ثبات عملکرد و ذهنیت قوی، مورد تحسین قرار گرفته است. نویر به ویژه به خاطر واکنش‌های استثنایی، توانایی‌های شوت‌گیری با دست و پا، چابکی، سرعت و بازی با پا معروف است. او همچنین در خواندن بازی و خروج برای جمع‌آوری توپ‌های هوایی مهارت زیادی دارد که به او امکان می‌دهد محوطه جریمه را به خوبی کنترل کند.
یکی از ویژگی‌هایی که در بازی مانوئل نویر وجود دارد این است که وی، بازی به سبک *sweeper-keeper* است. او در مواقع لازم به سرعت از دروازه خارج می‌شود تا حملات حریف را پیش از رسیدن به دروازه خنثی کند. این سبک بازی باعث شده است تا نویر به عنوان یکی از تأثیرگذارترین دروازه‌بانان در تحول نقش دروازه‌بان در فوتبال مدرن شناخته شود. کارشناسان همچنین جایگیری او درون دروازه و عملکردش در موقعیت‌های تک‌به‌تک را مورد ستایش قرار داده‌اند.
توانایی‌های بازی با توپ
نویر که در دوران جوانی بازیکن پا به توپ نیز بوده است، به دلیل مهارت بالا در کنترل توپ و پخش آن با دست و پا شهرت دارد. توانایی او در ارسال توپ‌های بلند و دقیق به مناطق عمقی، به بایرن و تیم ملی آلمان امکان می‌دهد ضدحملات سریعی را آغاز کنند. خود او یک بار گفته بود که می‌تواند در لیگ دسته سوم آلمان به عنوان مدافع میانی بازی کند.
رهبری و حضور تأثیرگذار
نویر با اقتدار و توانایی ارتباط مؤثر با خط دفاعی، نقشی کلیدی در سازماندهی خط دفاعی تیم‌هایش در رده ملی و باشگاهی ایفا می‌کند. در سال ۲۰۱۵، جان لوئیجی بوفون او را به عنوان بهترین دروازه‌بان در توپهای هوایی دوران خود توصیف کرد.
انتقادات
با وجود تحسین گسترده، نویر گاهی به دلیل اعتراضات غریزی خود در محوطه جریمه مورد انتقاد رسانه‌های آلمان قرار گرفته است. او تمایل دارد بلافاصله دست خود را برای جلب توجه داور بلند کند، حتی اگر حرکت حریف قانونی باشد. این رفتار باعث شد تا واژه آلمانی "Reklamierarm" (بازوی اعتراض) در رسانه‌های آلمانی به نام او ثبت شود.
نویر نمادی از تکامل دروازه‌بانی در فوتبال مدرن است و به دلیل مهارت‌ها، نوآوری‌ها، و تأثیرگذاری‌اش، جایگاه ویژه‌ای در تاریخ این ورزش دارد.

## زندگی ورزشی

### رده باشگاهی
دروازه‌بانی
نویر ابتدا در پُست هافبک فوتبال را شروع کرد. در یکی از بازی‌ها در تیم پایه دروازه‌بان تیم نویر دچار مصدومیت شد و نویر با اصرار مربی تیم دروازه‌بان شد و بخاطر عملکرد فوق‌العاده اش مربی از او خواست که در بازی‌های بعدی هم به عنوان دروازه‌بان بازی کند. علی‌رغم میل باطنی نویر او دروازه‌بان شد و به همین خاطر بازی با پای فوق‌العاده او باعث شده که یک دروازه‌بان با ویژگی خاص و منحصر به فرد باشد و سبکی جدید از دروازه‌بانی در فوتبال ایجاد کند.
شالکه

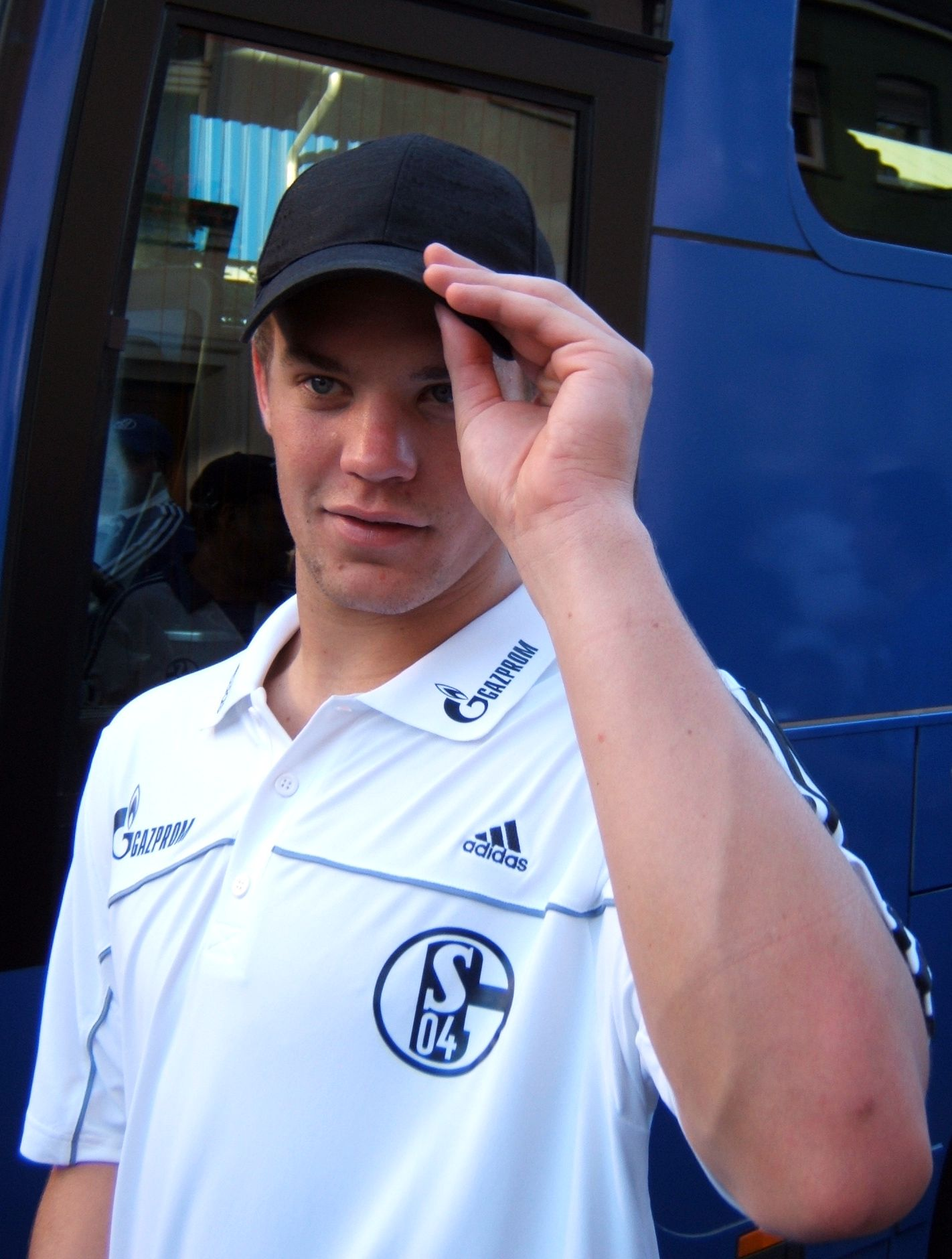
نویر در شالکه، سال ۲۰۰۷

مانوئل نویر در فصل‌های ۲۰۰۳–۲۰۰۴، ۲۰۰۴–۲۰۰۵، ۲۰۰۶–۲۰۰۷، ۲۰۰۷–۲۰۰۸ و ۲۰۰۸–۲۰۰۹ برای تیم دوم شالکه ۰۴ بازی کرد. او در تمامی رده‌های سنی باشگاه زادگاهش، شالکه ۰۴، پیشرفت کرد و در سال ۲۰۰۵ قرارداد حرفه‌ای امضا کرد. نویر در فصل ۲۰۰۵–۲۰۰۶ هیچ حضوری در تیم اصلی نداشت، اما چندین بار روی نیمکت نشست و به عنوان بازیکن ذخیره بدون استفاده قهرمان جام لیگ آلمان در سال ۲۰۰۵ شد.
او اولین بازی خود در بوندسلیگا را زمانی انجام داد که در هفته دوم فصل ۲۰۰۶–۲۰۰۷ به جای فرانک روست، که مصدوم شده بود، به میدان آمد. نویر ۲۰ ساله پس از کنار گذاشته شدن غیرمنتظره روست برای بازی مقابل بایرن مونیخ، به دروازه‌بان اصلی تیم تبدیل شد. او توانست در برابر قهرمان مدافع، تساوی ۲–۲ را برای تیمش حفظ کند. او در این فصل ۲۷ بازی در لیگ انجام داد. با وجود سن کم، بسیاری او را به عنوان جانشین احتمالی ینس لمان، دروازه‌بان افسانه‌ای تیم ملی آلمان، معرفی می‌کردند.
نویر فصل ۲۰۰۷–۲۰۰۸ را با حضور در سه بازی جام لیگ آلمان آغاز کرد. در تاریخ ۵ مارس ۲۰۰۸، در مرحله یک‌هشتم نهایی لیگ قهرمانان اروپا مقابل پورتو، او با چندین مهار استثنائی، بازی را به ضربات پنالتی کشاند. سپس با دفع پنالتی‌های برونو آلوز و لیساندرو لوپز، شالکه را به مرحله یک‌چهارم نهایی رساند. او در لیست نامزدهای جایزه بهترین دروازه‌بان باشگاه‌های یوفا در فصل ۲۰۰۷–۲۰۰۸ قرار گرفت و به‌عنوان جوان‌ترین و تنها دروازه‌بان بوندسلیگا در این فهرست حضور داشت. نویر یکی از تنها سه بازیکن بوندسلیگا بود که در تمام دقایق فصل ۲۰۰۷–۲۰۰۸ بازی کرد و فصل را با ۵۰ بازی در تمامی رقابت‌ها به پایان رساند.

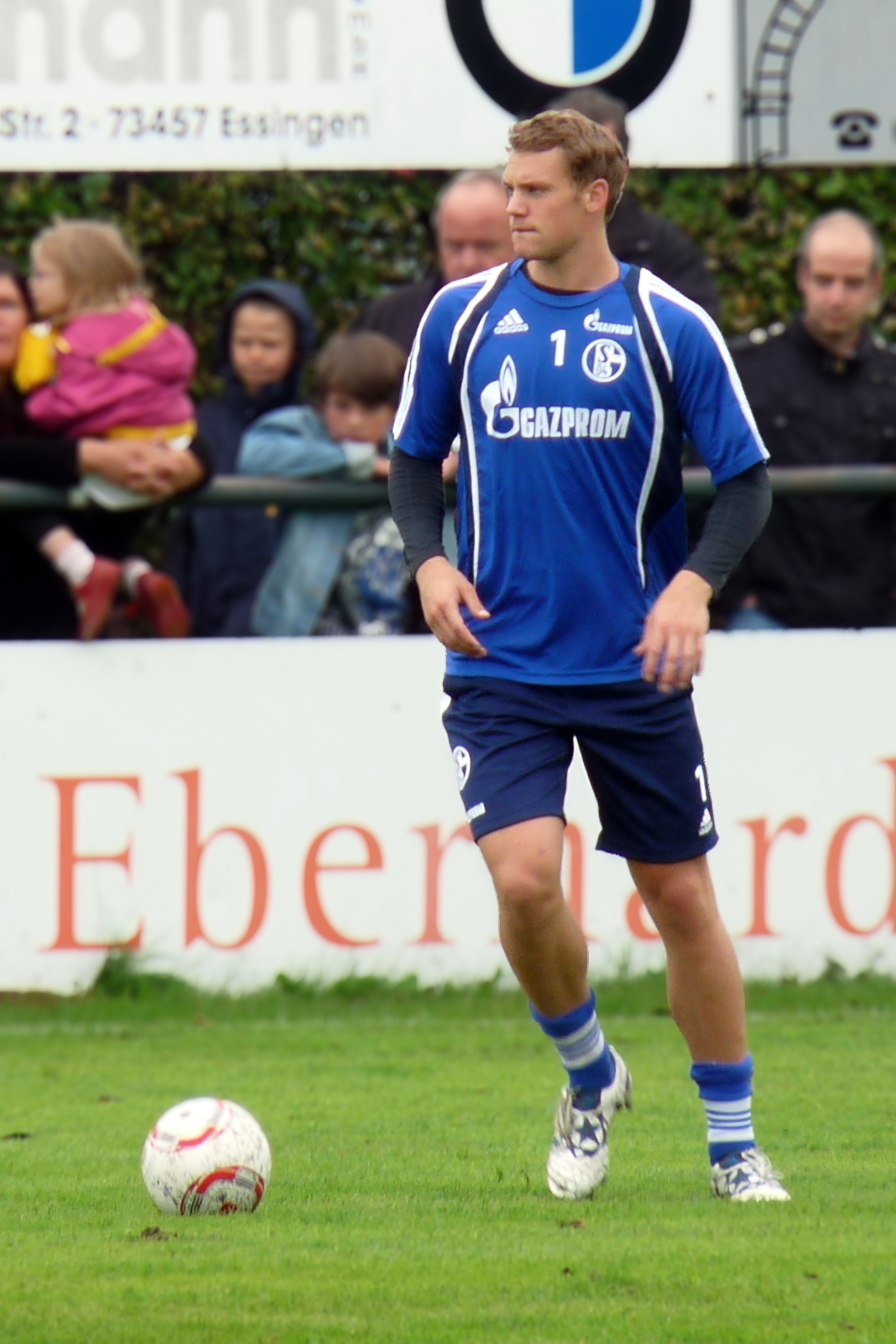
نویر در تمرینات شالکه، ۲۰۱۰

در فصل ۲۰۰۸–۲۰۰۹، شالکه در جایگاه هشتم جدول لیگ قرار گرفت و از حضور در لیگ اروپا بازماند. با این حال، عملکرد نویر در مسابقات قهرمانی زیر ۲۱ سال اروپا در سال ۲۰۰۹ توجه بایرن مونیخ را جلب کرد و کارل هاینس رومنیگه، رئیس بایرن، تمایل باشگاه به جذب این دروازه‌بان جوان را اعلام کرد. با این حال، فلیکس ماگات، سرمربی جدید شالکه، تأکید کرد که نویر در فصل بعد برای شالکه بازی خواهد کرد. در نوامبر همان سال، او تنها دروازه‌بان آلمانی بود که در لیست پنج دروازه‌بان نامزد تیم سال یوفا قرار داشت.
نویر فصل ۲۰۰۹–۲۰۱۰ را با ۳۹ بازی به پایان رساند.
برای فصل ۲۰۱۰–۲۰۱۱، نویر به عنوان کاپیتان تیم منصوب شد و شالکه را برای اولین بار به نیمه‌نهایی لیگ قهرمانان اروپا رساند تا با منچستریونایتد روبه‌رو شود. او همچنین در آخرین فصل حضورش در باشگاه، با قهرمانی در جام حذفی آلمان، پس از پیروزی ۵–۰ مقابل دویسبورگ، به افتخاری دیگر دست یافت. در تاریخ ۲۰ آوریل ۲۰۱۱، او اعلام کرد که قرارداد خود با شالکه را که قرار بود در پایان فصل ۲۰۱۱–۲۰۱۲ به پایان برسد، تمدید نخواهد کرد. نویر فصل را با ۵۳ بازی به پایان رساند.
بایرن مونیخ
- ۲۰۱۱–۲۰۱۳: انتقال به بایرن مونیخ و فتح سه‌گانه

در ۱ ژوئن ۲۰۱۱، مانوئل نویر به بایرن مونیخ پیوست و قراردادی پنج‌ساله امضا کرد که تا ژوئن ۲۰۱۶ اعتبار داشت. انتقال او با واکنش‌های منفی برخی از هواداران بایرن مواجه شد، چرا که برخی از طرفداران از خرید دروازه‌بان شالکه ناراضی بودند. در ۲ ژوئیه ۲۰۱۱، جلسه‌ای میان نمایندگان باشگاه بایرن و گروهی از هواداران برگزار شد و تصمیم گرفته شد که نویر به‌عنوان یک عضو کامل بایرن مونیخ مورد احترام قرار گیرد و هرگونه خصومت علیه او متوقف شود.
در هفته‌های ابتدایی حضورش در بایرن، پس از تساوی بدون گل مقابل هوفنهایم، نویر رکورد کلین‌شیت متوالی در رقابت‌های رسمی بایرن مونیخ را شکست. او بیش از ۱۰۰۰ دقیقه بدون دریافت گل سپری کرد و رکورد پیشین که متعلق به اولیور کان بود را پشت سر گذاشت.
- عملکرد در لیگ قهرمانان اروپا ۲۰۱۲

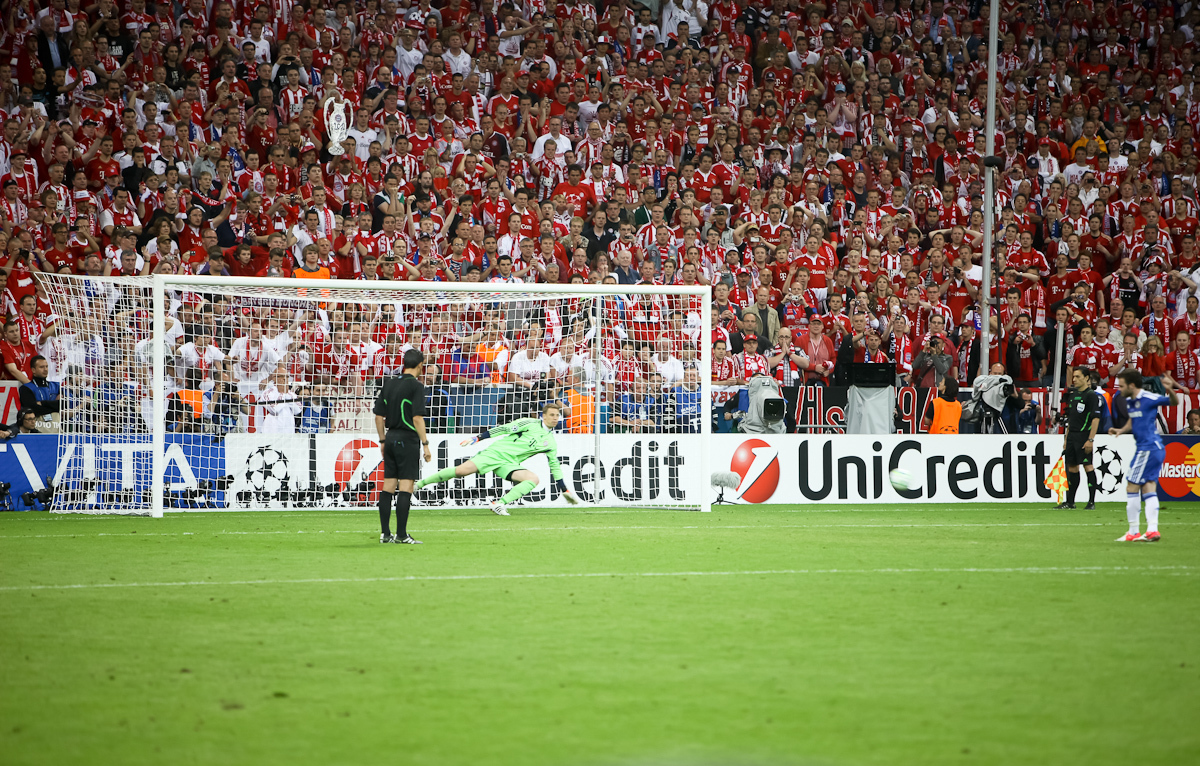
نویر در برابر خوان ماتا، فینال لیگ قهرمانان ۲۰۱۲

در ۲۵ آوریل ۲۰۱۲، نویر پنالتی‌های کریستیانو رونالدو و کاکا را مهار کرد و بایرن را به فینال لیگ قهرمانان اروپا ۲۰۱۲ رساند. پس از بازی، نویر فاش کرد که سبک پنالتی‌زدن رونالدو را مطالعه کرده بود. او در مصاحبه‌ای گفت: «من همیشه خود را برای چنین موقعیت‌هایی آماده می‌کنم. مربی دروازه‌بانی ما، تونی تاپالوویچ، قبل از بازی در لپ‌تاپش به من نشان داد که رونالدو معمولاً چگونه پنالتی می‌زند. یادگرفتم که او معمولاً توپ را به پایین سمت چپ می‌فرستد. در ضربات پنالتی، مطمئن بودم که او به نقطه مورد علاقه‌اش هدف خواهد گرفت.»
بایرن به فینال لیگ قهرمانان ۲۰۱۲ مقابل چلسی راه یافت که این بازی نیز پس از تساوی ۱–۱ به ضربات پنالتی کشیده شد. نویر پنالتی سوم بایرن را به ثمر رساند و همچنین پنالتی اول خوان ماتا را مهار کرد، اما نتوانست پنالتی‌های بعدی را نجات دهد و بایرن با نتیجه ۴–۳ در ورزشگاه خانگی خود، آلیانتس آرنا، قهرمانی را از دست داد. نویر فصل را با ۵۳ بازی به پایان رساند.
- فصل ۲۰۱۲–۲۰۱۳ و فتح سه‌گانه

نویر فصل را با قهرمانی در سوپرکاپ آلمان ۲۰۱۲ آغاز کرد. در مرحله حذفی لیگ قهرمانان اروپا ۲۰۱۳، او در چهار بازی متوالی مقابل یوونتوس و بارسلونا موفق به ثبت کلین‌شیت شد. در فینال لیگ قهرمانان ۲۰۱۳ مقابل بروسیا دورتموند، نویر هشت سیو داشت و نقش کلیدی در کسب پنجمین عنوان قهرمانی لیگ قهرمانان برای بایرن ایفا کرد. بازی شامل چندین مهار استثنایی از هر دو دروازه‌بان بود و نویر با دریافت تنها یک گل از ایلکای گوندوغان از روی نقطه پنالتی، دوئل را از رومان وایدنفلر برد.
نویر فصل را با ۳۱ بازی در بوندسلیگا، پنج بازی در جام حذفی آلمان، ۱۳ بازی در لیگ قهرمانان اروپا و یک بازی در سوپرکاپ آلمان به پایان رساند.
- ۲۰۱۳–۲۰۱۶: نامزدی توپ طلا و موفقیت‌های داخلی

نویر فصل ۲۰۱۳–۲۰۱۴ را با شکست در سوپرکاپ آلمان مقابل بروسیا دورتموند آغاز کرد. در سوپرجام اروپا در تاریخ ۳۰ آگوست ۲۰۱۳، او پنالتی آخر و تعیین‌کننده را مهار کرد و باعث شد بایرن مونیخ در برابر چلسی پیروز شود و تا حدی انتقام شکست در فینال لیگ قهرمانان اروپا ۲۰۱۲ را بگیرد. در جام باشگاه‌های جهان، نویر در بازی نیمه‌نهایی مقابل گوانگژو اورگراند و در فینال مقابل راجا کازابلانکا به میدان رفت.
در ۷ ژانویه ۲۰۱۴، نویر به عنوان بهترین دروازه‌بان جهان در سال ۲۰۱۳ معرفی شد. در تاریخ ۹ فوریه، بایرن مونیخ در مرحله حذفی لیگ قهرمانان اروپا به مصاف آرسنال رفت و نویر در نیمه اول پنالتی مسعود اوزیل را مهار کرد. بایرن با نتیجه ۲–۰ در این بازی خارج از خانه پیروز شد. در ۲ می ۲۰۱۴، نویر قرارداد خود را تا تابستان ۲۰۱۹ تمدید کرد. او فصل را با ۳۱ بازی در بوندسلیگا، پنج بازی در جام حذفی آلمان، ۱۲ بازی در لیگ قهرمانان اروپا، یک بازی در سوپرکاپ آلمان، یک بازی در سوپرجام اروپا و دو بازی در جام باشگاه‌های جهان به پایان رساند که در مجموع ۵۲ بازی انجام داد.
نویر جایزه بازیکن سال فوتبال آلمان را دریافت کرد، به تیم سال یوفا راه یافت و در انتخابی توپ طلای فیفا سوم شد.
- ۲۰۱۴–۲۰۱۵: ادامه موفقیت‌ها و شکست‌های تلخ

نویر فصل ۲۰۱۴–۲۰۱۵ را با پیروزی در سوپرکاپ آلمان مقابل بروسیا دورتموند آغاز کرد. در ۳۰ ژانویه ۲۰۱۵، بایرن مونیخ در هفته هجدهم بوندسلیگا با نتیجه ۴–۱ مغلوب ولفسبورگ شد. این اولین بار از زمان پیوستن نویر به بایرن در سال ۲۰۱۱ بود که او در یک بازی لیگ چهار گل دریافت کرد. پیش از آن، آخرین باری که بایرن در یک بازی چهار گل دریافت کرده بود، در ۴ آوریل ۲۰۰۹ مقابل ولفسبورگ بود. در ۲۸ آوریل ۲۰۱۵، نویر یکی از چهار بازیکن بایرن بود که در شکست ۲–۰ در ضربات پنالتی مقابل بروسیا دورتموند در نیمه‌نهایی جام حذفی، پنالتی خود را از دست داد. نویر فصل را با ۳۲ بازی در بوندسلیگا، پنج بازی در جام حذفی آلمان، ۱۲ بازی در لیگ قهرمانان اروپا و یک بازی در سوپرکاپ آلمان به پایان رساند که در مجموع ۵۰ بازی انجام داد.
- ۲۰۱۵–۲۰۱۶: قرارداد بلندمدت و ثبات در عملکرد

فصل ۲۰۱۵–۲۰۱۶ با سوپرکاپ آلمان آغاز شد، جایی که نویر در دیدار مقابل ولفسبورگ حضور داشت. این بازی با نتیجه ۱–۱ به پایان رسید و ولفسبورگ در ضربات پنالتی پیروز شد. در ۲۰ آوریل ۲۰۱۶، نویر قرارداد خود را با بایرن مونیخ تا سال ۲۰۲۱ تمدید کرد.
نویر فصل را با ۳۴ بازی در بوندسلیگا، پنج بازی در جام حذفی آلمان، ۱۱ بازی در لیگ قهرمانان اروپا و یک بازی در سوپرکاپ آلمان به پایان رساند که در مجموع ۵۱ بازی انجام داد.
- ۲۰۱۶–۲۰۲۰: کاپیتانی باشگاه و فتح دومین سه‌گانه

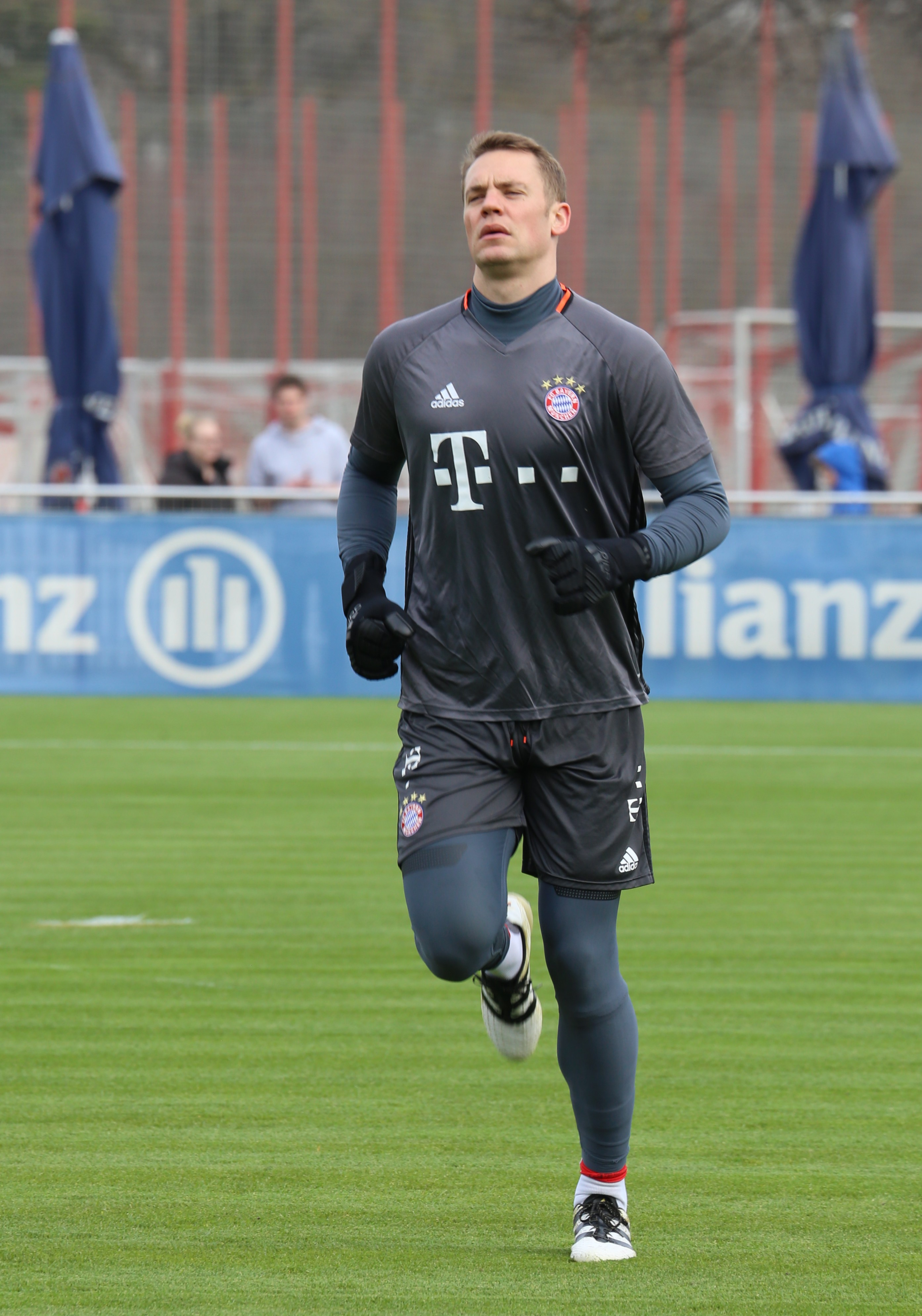
نویر در تمرینات بایرن، ۲۰۱۷

مانوئل نویر فصل ۲۰۱۶–۱۷ را با پیروزی ۲–۰ مقابل بروسیا دورتموند در سوپرکاپ آلمان آغاز کرد و برای اولین بار پس از سه سال، این جام را برای بایرن مونیخ به دست آورد. او در اولین بازی بوندسلیگا فصل نیز کلین‌شیت کرد و بایرن در مقابل وردربرمن ۶–۰ پیروز شد. در ژانویه ۲۰۱۷، نویر همراه با تونی کروس به تیم منتخب فیفا راه یافت.
در مرحله یک‌هشتم نهایی لیگ قهرمانان اروپا، نویر در دو بازی مقابل آرسنال دو گل دریافت کرد، اما بایرن با نتیجه ۱۰–۲ در مجموع صعود کرد. در بازی رفت مرحله یک‌چهارم نهایی مقابل رئال مادرید، علیرغم شکست ۲–۱ بایرن، عملکرد نویر مورد ستایش قرار گرفت. اما در بازی برگشت، نویر دچار شکستگی پای چپ شد و فصل برای او به پایان رسید. در نهایت، بایرن قهرمان بوندسلیگا شد. نویر در مجموع این فصل ۲۶ بازی در بوندسلیگا، چهار بازی در جام حذفی، و ۹ بازی در لیگ قهرمانان انجام داد.
در ۱۹ ژوئیه ۲۰۱۷، پس از بازنشستگی فیلیپ لام، نویر به عنوان کاپیتان بایرن مونیخ و تیم ملی آلمان معرفی شد. او اولین بازی فصل خود را در هفته دوم بوندسلیگا انجام داد و در ۱۳ سپتامبر ۲۰۱۷، در صدهمین بازی اروپایی خود در لیگ قهرمانان، در پیروزی ۳–۰ مقابل اندرلخت به میدان رفت. با این حال، در سپتامبر همان سال، به دلیل شکستگی مجدد پایش، تا ژانویه ۲۰۱۸ از میادین دور ماند.
پس از ماه‌ها تأخیر، نویر در آوریل ۲۰۱۸ به تمرینات تیمی بازگشت. او در فینال جام حذفی مقابل آینتراخت فرانکفورت در لیست بازی بود اما بازی نکرد. نویر فصل را با تنها سه بازی در بوندسلیگا و یک بازی در لیگ قهرمانان به پایان رساند.
- ۲۰۱۸–۲۰۲۰: بازگشت به اوج و قهرمانی لیگ قهرمانان اروپا

در ۱۲ آگوست ۲۰۱۸، نویر تیمش را در سوپرکاپ آلمان کاپیتانی کرد و بایرن با پیروزی ۵–۰ مقابل آینتراخت فرانکفورت جام را کسب کرد. او در ۲۴ آگوست ۲۰۱۸، پس از ۳۴۱ روز، اولین بازی بوندسلیگای خود را در پیروزی ۳–۱ مقابل هوفنهایم انجام داد. در ۱۴ آوریل ۲۰۱۹، نویر در بازی مقابل فورتونا دوسلدورف دچار آسیب‌دیدگی عضله ساق پا شد و شش بازی پایانی فصل را از دست داد.
در ۱۸ می ۲۰۱۹، نویر هفتمین قهرمانی پیاپی خود در بوندسلیگا را جشن گرفت. یک هفته بعد، با بازگشت از مصدومیت، در فینال جام حذفی آلمان به میدان رفت و بایرن با پیروزی ۳–۰ مقابل لایپزیش قهرمان شد. نویر فصل را با ۲۶ بازی در بوندسلیگا، سه بازی در جام حذفی و هشت بازی در لیگ قهرمانان به پایان رساند.
فصل ۲۰۱۹–۲۰۲۰ با شکست ۲–۰ مقابل بروسیا دورتموند در سوپرکاپ آلمان آغاز شد. در ۲۱ می ۲۰۲۰، نویر قرارداد خود را تا سال ۲۰۲۳ تمدید کرد. در ۲۳ آگوست ۲۰۲۰، او دومین قهرمانی خود در لیگ قهرمانان اروپا و اولین قهرمانی به عنوان کاپیتان بایرن را با پیروزی ۱–۰ مقابل پاری سن ژرمن به دست آورد. عملکرد نویر در این بازی بسیار مورد ستایش قرار گرفت.
نویر این فصل را با ۳۳ بازی در بوندسلیگا، شش بازی در جام حذفی و ۱۱ بازی در لیگ قهرمانان به پایان رساند.
- ۲۰۲۰–۲۰۲۴: فتح شش‌گانه و رکوردهای جدید

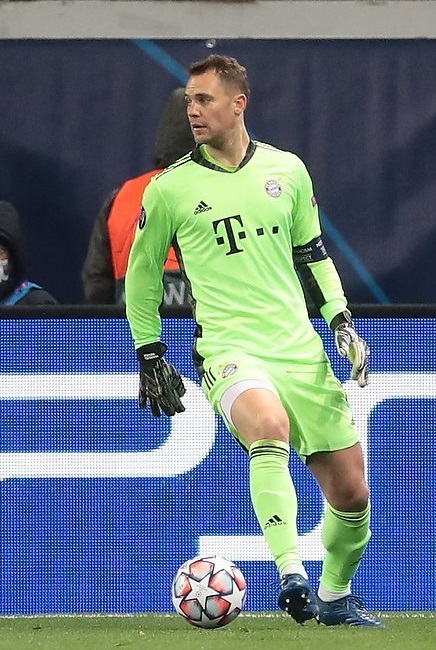
نویر در بایرن، ۲۰۲۰

در ۲۴ سپتامبر ۲۰۲۰، مانوئل نویر در دیدار سوپرجام اروپا مقابل باشگاه فوتبال سویا، در دقیقه ۸۷ یک موقعیت تک‌به‌تک از یوسف النصیری را مهار کرد. بایرن مونیخ این بازی را با نتیجه ۲–۱ در وقت‌های اضافه پیروز شد. شش روز بعد، نویر سوپرجام آلمان را نیز فتح کرد.
در ۲۱ اکتبر ۲۰۲۰، نویر در پیروزی ۴–۰ مقابل اتلتیکو مادرید در لیگ قهرمانان اروپا، به دویستمین کلین‌شیت خود با بایرن در ۳۹۴ بازی رسید و رکورد سپ مایر (۱۹۹ کلین‌شیت در ۶۵۱ بازی) را شکست. تنها الیور کان با ۲۴۷ کلین‌شیت در ۶۳۲ بازی جلوتر از او بود. در ۲۸ آگوست ۲۰۲۱، نویر با کلین‌شیت شماره ۲۰۵ خود در بوندسلیگا، رکورد ۲۰۴ کلین‌شیت الیور کان را در ۵۵۷ بازی شکست.
در ۲۳ اکتبر ۲۰۲۱، نویر به ۳۰۰مین پیروزی خود در بوندسلیگا در ۴۴۷مین بازی رسید. در فصل ۲۲–۲۰۲۱، بایرن سه هفته پیش از پایان فصل قهرمان بوندسلیگا شد و پس از پایان فصل، نویر قراردادش را تا ۲۰۲۴ تمدید کرد.
در آغاز فصل ۲۳–۲۰۲۲، نویر در سه بازی لیگ قهرمانان اروپا کلین‌شیت کرد و در ۱۲ بازی بوندسلیگا چهار کلین‌شیت به ثبت رساند. با این حال، در ۱۰ دسامبر ۲۰۲۲، نویر اعلام کرد که در یک سفر اسکی در اسپیتزینگزه، پایش شکست و مجبور شد باقی فصل را از دست بدهد.
- بازگشت به میادین و رکوردشکنی‌های بیشتر

در ۲۸ اکتبر ۲۰۲۳، نویر پس از ۳۵۰ روز دوری، در پیروزی ۸–۰ مقابل دارمشتات به میدان رفت. یک ماه بعد، قرارداد خود را تا ۳۰ ژوئن ۲۰۲۵ تمدید کرد. در ۱۲ ژانویه ۲۰۲۴، او پانصدمین بازی خود برای بایرن مونیخ را در پیروزی ۳–۰ مقابل هوفنهایم انجام داد و با باستین شواین‌اشتایگر در رتبه دهم بیشترین بازی‌های تاریخ باشگاه برابر شد.
در ۵ مارس ۲۰۲۴، نویر با ثبت ۵۷مین کلین‌شیت خود در لیگ قهرمانان اروپا در پیروزی ۳–۰ مقابل باشگاه فوتبال لاتزیو، با رکورد ایکر کاسیاس برابر شد. در ۱۷ آوریل، با کلین‌شیت شماره ۵۸ خود در پیروزی ۱–۰ مقابل آرسنال در مرحله یک‌چهارم نهایی، این رکورد را شکست. با این حال، در نیمه‌نهایی مقابل رئال مادرید، علیرغم عملکرد خوب، در دقایق پایانی دو گل دریافت کرد و بایرن با شکست ۴–۳ در مجموع حذف شد.
در ۱۲ می ۲۰۲۴، نویر پانصدمین بازی خود در بوندسلیگا را انجام داد و به چهارمین دروازه‌بانی تبدیل شد که به این رکورد می‌رسد (پس از الیور کان، آیکه ایمیل و اولی اشتاین).
در ۳۰ اکتبر ۲۰۲۴، نویر با ثبت دویست‌وپنجاهمین کلین‌شیت خود در تمامی رقابت‌ها برای بایرن مونیخ، در پیروزی ۴–۰ مقابل ماینتس در جام حذفی، رکورد دیگری به نام خود ثبت کرد.

#### بهترین سیو تاریخلیگ قهرمانان
سیو او در برابر ضربه کریستیانو رونالدو در مرحله حذفی لیگ قهرمانان اروپا فصل ۲۰۱۷ از فاصله کمتر از ۷ متری توسط فدراسیون بین‌المللی تاریخ و آمار فوتبال (IFFHS) به عنوان بهترین سیو تاریخ لیگ قهرمانان اروپا انتخاب شد.

### رده ملی
او در ۱۹ مه ۲۰۰۹ به تیم ملی فوتبال آلمان را حضور در تور آسیایی این تیم دعوت شد. پیش از این نویر عضو تیم ملی زیر ۲۱ سال آلمان بود و برای این تیم در رقابتهای قهرمانی زیر ۲۱ سال اروپا به میدان رفته و یکی از ارکان اصلی قهرمان تیم ملی آلمان در این رقابتها بود.
وی در جام جهانی ۲۰۱۰ دروازه‌بان ثابت تیم ملی فوتبال آلمان بود و با این تیم به رتبه سوم جهان دست یافت
نویر با درخشش در تیم ملی جام جهانی ۲۰۱۴ را فتح کرد و به عنوان بهترین دروازه‌بان جام جهانی انتخاب شد.

نویر روز ۲۱ اوت ۲۰۲۴ در سن ۳۸ از فوتبال ملی خداحافظی کرد. 

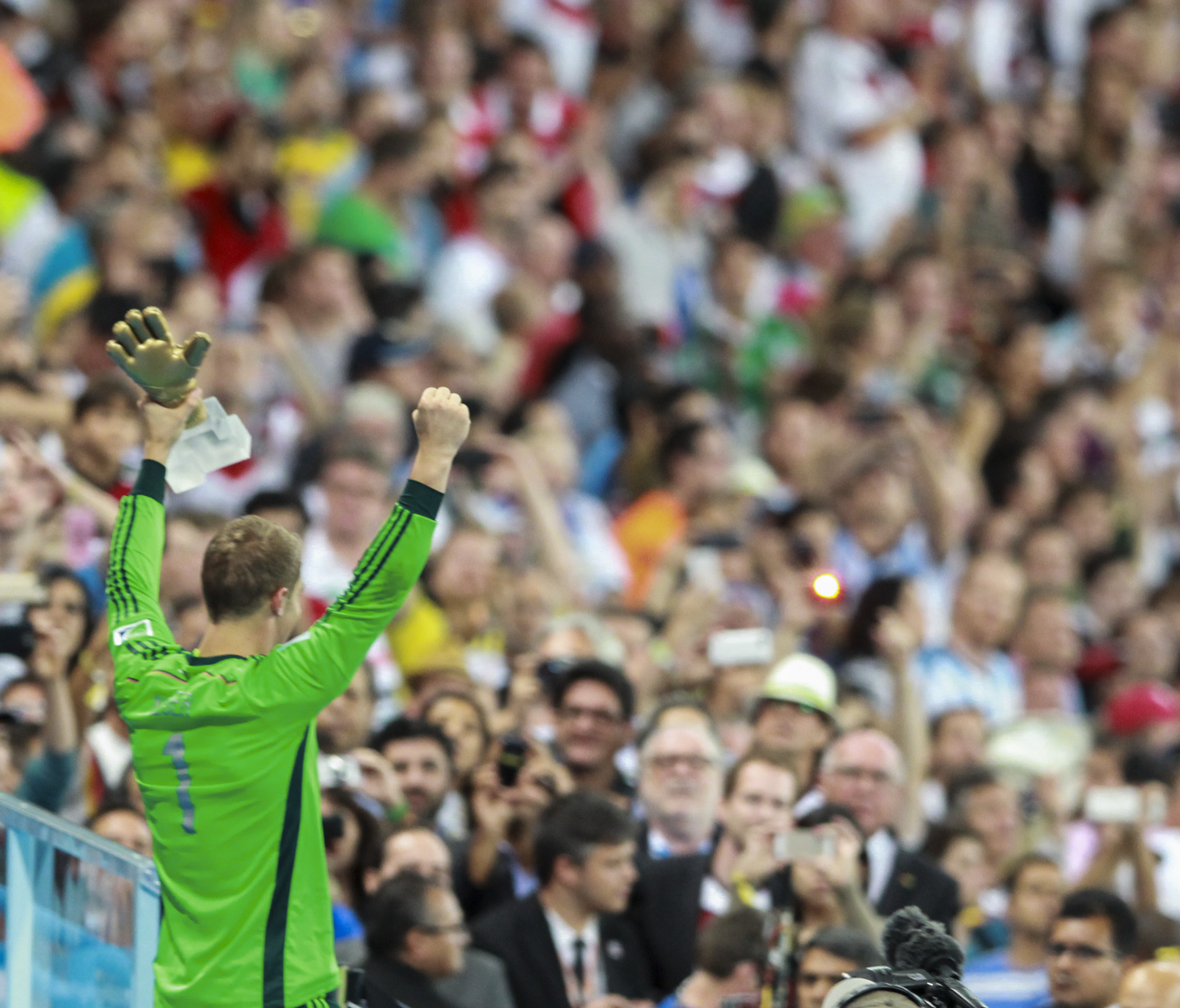
مانوئل نویر بعد از گرفتن دستکش طلای جام جهانی ۲۰۱۴

## زندگی شخصی
نویر در شهر گلزنکیرشن در ایالت نوردراین-وستفالن به دنیا آمد. وی در مدرسه ای تحصیل کرد که بازیکنان فوتبالی چون مسعود اوزیل نیز در آنجا بودند. برادر مانوئل داور حال حاضر بوندسلیگا سطح ۲ است. او اولین بار وقتی دو ساله بود اولین فوتبال عمرش را بازی کرد. اولین مسابقه‌اش را در ۳ مارس ۱۹۹۱، ۲۴ روز قبل از تولد ۵ سالگی‌اش انجام داد. اسطوره و الگوی کودکی نویر، دروازه‌بان آلمانی ینس لمان بود.
وی یک کاتولیک رومی است و از یک گروه فعال اجتماعی کاتولیک که علیه فقر کودکان است حمایت می‌کنند. همچنین وی یک بنیاد خیریه برای کودکان یتیم آلمانی به نام "موسسه کودکان مانوئل نویر" تأسیس کرده است. در نوامبر ۲۰۱۱ در مسابقه "Wer wird Millionär ?" (نسخه آلمانی "چه کسی می‌خواهد میلیونر شود؟" توانست ۵۰۰ هزار یورو برای مؤسسه‌اش برنده شود. نویر در دوبله آلمانی انیمیشن دانشگاه هیولاها، صداپیشگی «فرانک مک کی» را به عهده داشت.

## آمار باشگاهی
تا تاریخ ۱۰ مارس ۲۰۲۴
| عملکرد            | عملکرد            | عملکرد            | لیگ       | لیگ       | جام            | جام            | قاره‌ای | قاره‌ای | سایر | سایر | مجموع | مجموع |
| فصل               | باشگاه            | لیگ               | بازی      | گل        | بازی           | گل             | بازی   | گل     | بازی | گل   | بازی  | گل    |
| —                 | —                 | —                 | بوندسلیگا | بوندسلیگا | دی اف بی پوکال | دی اف بی پوکال | اروپا  | اروپا  | دیگر | دیگر | مجموع | مجموع |
| ----------------- | ----------------- | ----------------- | --------- | --------- | -------------- | -------------- | ------ | ------ | ---- | ---- | ----- | ----- |
| ۲۰۰۳–۲۰۰۴         | شالکه ۲           | بوندسلیگا ۲       | ۱         | ۰         | ۰              | ۰              | ۰      | ۰      | ۰    | ۰    | ۱     | ۰     |
| ۲۰۰۴–۲۰۰۵         | شالکه ۲           | بوندسلیگا ۲       | ۲۴        | ۰         | ۰              | ۰              | ۰      | ۰      | ۰    | ۰    | ۲۴    | ۰     |
| مجموع شالکه ۲     | مجموع شالکه ۲     | مجموع شالکه ۲     | ۲۵        | ۰         | ۰              | ۰              | ۰      | ۰      | ۰    | ۰    | ۲۵    | ۰     |
| ۲۰۰۶–۲۰۰۷         | شالکه             | بوندسلیگا         | ۲۷        | ۰         | ۰              | ۰              | ۰      | ۰      | ۰    | ۰    | ۲۷    | ۰     |
| ۲۰۰۷–۲۰۰۸         | شالکه             | بوندسلیگا         | ۳۴        | ۰         | ۳              | ۰              | ۱۰     | ۰      | ۳    | ۰    | ۵۰    | ۰     |
| ۲۰۰۸–۲۰۰۹         | شالکه             | بوندسلیگا         | ۲۷        | ۰         | ۲              | ۰              | ۵      | ۰      | ۰    | ۰    | ۳۴    | ۰     |
| ۲۰۰۹–۲۰۱۰         | شالکه             | بوندسلیگا         | ۳۴        | ۰         | ۵              | ۰              | ۰      | ۰      | ۰    | ۰    | ۳۹    | ۰     |
| ۲۰۱۰–۲۰۱۱         | شالکه             | بوندسلیگا         | ۳۴        | ۰         | ۶              | ۰              | ۱۲     | ۰      | ۱    | ۰    | ۵۳    | ۰     |
| مجموع شالکه       | مجموع شالکه       | مجموع شالکه       | ۱۵۶       | ۰         | ۱۶             | ۰              | ۲۷     | ۰      | ۴    | ۰    | ۲۰۳   | ۰     |
| ۲۰۱۱–۲۰۱۲         | بایرن مونیخ       | بوندسلیگا         | ۳۳        | ۰         | ۵              | ۰              | ۱۴     | ۰      | ۰    | ۰    | ۵۲    | ۰     |
| ۲۰۱۲–۲۰۱۳         | بایرن مونیخ       | بوندسلیگا         | ۳۱        | ۰         | ۵              | ۰              | ۱۳     | ۰      | ۱    | ۰    | ۵۰    | ۰     |
| ۲۰۱۳–۲۰۱۴         | بایرن مونیخ       | بوندسلیگا         | ۳۱        | ۰         | ۵              | ۰              | ۱۲     | ۰      | ۴    | ۰    | ۵۲    | ۰     |
| ۲۰۱۴–۲۰۱۵         | بایرن مونیخ       | بوندسلیگا         | ۳۲        | ۰         | ۵              | ۰              | ۱۲     | ۰      | ۱    | ۰    | ۵۰    | ۰     |
| ۲۰۱۵–۲۰۱۶         | بایرن مونیخ       | بوندسلیگا         | ۳۴        | ۰         | ۵              | ۰              | ۱۱     | ۰      | ۱    | ۰    | ۵۱    | ۰     |
| ۲۰۱۶–۲۰۱۷         | بایرن مونیخ       | بوندسلیگا         | ۲۶        | ۰         | ۴              | ۰              | ۹      | ۰      | ۱    | ۰    | ۴۰    | ۰     |
| ۲۰۱۷–۲۰۱۸         | بایرن مونیخ       | بوندسلیگا         | ۳         | ۰         | ۰              | ۰              | ۱      | ۰      | ۰    | ۰    | ۴     | ۰     |
| ۲۰۱۸–۲۰۱۹         | بایرن مونیخ       | بوندسلیگا         | ۲۶        | ۰         | ۳              | ۰              | ۸      | ۰      | ۱    | ۰    | ۳۸    | ۰     |
| ۲۰۱۹–۲۰۲۰         | بایرن مونیخ       | بوندسلیگا         | ۳۳        | ۰         | ۶              | ۰              | ۱۱     | ۰      | ۱    | ۰    | ۵۱    | ۰     |
| ۲۰۲۰–۲۰۲۱         | بایرن مونیخ       | بوندسلیگا         | ۳۳        | ۰         | ۱              | ۰              | ۸      | ۰      | ۴    | ۰    | ۴۶    | ۰     |
| ۲۰۲۱–۲۰۲۲         | بایرن مونیخ       | بوندسلیگا         | ۲۸        | ۰         | ۱              | ۰              | ۹      | ۰      | ۱    | ۰    | ۳۹    | ۰     |
| ۲۰۲۲–۲۰۲۳         | بایرن مونیخ       | بوندسلیگا         | ۱۲        | ۰         | ۰              | ۰              | ۳      | ۰      | ۱    | ۰    | ۱۶    | ۰     |
| ۲۰۲۳–۲۰۲۴         | بایرن مونیخ       | بوندسلیگا         | ۱۷        | ۰         | ۱              | ۰              | ۴      | ۰      | ۰    | ۰    | ۲۲    | ۰     |
| مجموع بایرن مونیخ | مجموع بایرن مونیخ | مجموع بایرن مونیخ | ۳۳۹       | ۰         | ۴۱             | ۰              | ۱۱۵    | ۰      | ۱۶   | ۰    | ۵۱۲   | ۰     |
| مجموع کل آمار     | مجموع کل آمار     | مجموع کل آمار     | ۵۱۹       | ۰         | ۵۷             | ۰              | ۱۴۲    | ۰      | ۲۰   | ۰    | ۷۳۹   | ۰     |

## آمار ملی

### بازی‌های ملی
۵ ژوئیه ۲۰۲۴
| آلمان | آلمان | آلمان    | آلمان    |
| سال   | بازی  | کلین شیت | گل خورده |
| ----- | ----- | -------- | -------- |
| ۲۰۰۹  | ۲     | ۰        | ۴        |
| ۲۰۱۰  | ۱۳    | ۸        | ۵        |
| ۲۰۱۱  | ۱۰    | ۲        | ۱۰       |
| ۲۰۱۲  | ۱۱    | ۴        | ۱۲       |
| ۲۰۱۳  | ۸     | ۴        | ۸        |
| ۲۰۱۴  | ۱۳    | ۶        | ۱۰       |
| ۲۰۱۵  | ۶     | ۱        | ۷        |
| ۲۰۱۶  | ۱۱    | ۸        | ۶        |
| ۲۰۱۸  | ۱۰    | ۳        | ۱۳       |
| ۲۰۱۹  | ۸     | ۵        | ۷        |
| ۲۰۲۰  | ۴     | ۰        | ۱۱       |
| ۲۰۲۱  | ۱۲    | ۶        | ۹        |
| ۲۰۲۲  | ۹     | ۱        | ۱۱       |
| ۲۰۲۳  | .     | .        | .        |
| ۲۰۲۴  | ۷     | ۳        | ۵        |
| مجموع | ۱۲۴   | ۵۱       | ۱۱۸      |

## افتخارات

### شخصی
- بهترین دروازه‌بان بوندس لیگا: ۲۰۰۷
- بهترین دروازه‌بان لیگ قهرمانان اروپا: ۲۰۰۸
- بهترین دروازه‌بان رقابتهای قهرمانی زیر ۲۱ سال اروپا: ۲۰۰۹
- بهترین بازیکن بوندس‌لیگا در فصل ۱۱–۲۰۱۰[۹]
- بهترین دروازه‌بان جهان در سال‌های ۲۰۲۰٬۲۰۱۶٬۲۰۱۵٬۲۰۱۴٬۲۰۱۳[۱۰]
- بهترین دروازه‌بان جام جهانی ۲۰۱۴[۱۱]
- توپ طلای فیفا ۲۰۱۴: سوم
- جایزه بهترین بازیکن سال اروپا: دوم، ۲۰۱۴
- جایزه بهترین ورزشکار سال اروپا:۲۰۱۴
- جایزه بهترین ورزشکار سال جهان:۲۰۱۴
- بازیکن برتر سال المان در سال‌های ۲۰۱۱ و ۲۰۱۴
- بهترین دروازه‌بان اروپایی در سال‌های ۲۰۲۰٬۲۰۱۵٬۲۰۱۴٬۲۰۱۳٬۲۰۱۱[۱۲]

### باشگاهی

#### شالکه
- جام اتحادیه آلمان: قهرمان ۲۰۰۵
- لیگ قهرمانان اروپا:نیمه نهایی ۲۰۱۱
- جام حذفی آلمان:قهرمان ۲۰۱۱

#### بایرن مونیخ
- لیگ قهرمانان اروپا:(۲) قهرمان: ۲۰۲۰، ۲۰۱۳ نائب قهرمان: ۲۰۱۲
- سوپرکاپ اروپا: قهرمان:۲۰۱۳–۲۰۲۰
- جام باشگاه‌های جهان: قهرمان: ۲۰۱۳–۲۰۲۰
- بوندس لیگا: ۲۰۱۲–۲۰۱۳ ۲۰۱۳–۲۰۱۴، ۲۰۱۴–۲۰۱۵، ۲۰۱۵–۲۰۱۶، ۲۰۱۶–۲۰۱۷، ۲۰۱۷–۲۰۱۸، ۲۰۱۸–۲۰۱۹ ،۲۰۱۹–۲۰۲۰، ۲۰–۲۰۲۱، ۲۱–۲۰۲۲، ۲۰۲۲–۲۳، ۲۰۲۴–۲۵
- جام حذفی آلمان: ۲۰۱۳، ۲۰۱۴، ۲۰۱۶، ۲۰۱۸، ۲۰۲۰
- سوپر کاپ آلمان: قهرمان:۲۰۱۲ ،۲۰۱۴، ۲۰۱۶، ۲۰۱۸، ۲۰۲۰–۲۰۲۱

### ملی
- رقابتهای قهرمانی زیر ۲۱ سال اروپا ۲۰۰۹: قهرمان
- جام جهانی فوتبال ۲۰۱۰: سوم جهان
- جام ملت‌های اروپا ۲۰۱۲: نیمه نهایی
- جام ملت‌های اروپا ۲۰۱۶: نیمه نهایی
- جام جهانی فوتبال ۲۰۱۴: قهرمان